# Heather Highway
Der Heather Highway ist eine Outbackpiste im Zentrum des australischen Bundesstaates Western Australia. Er verbindet den Gunbarrel Highway östlich von Len Beadell's Tree mit der Great Central Road westlich der Aboriginessiedlung Warburton.

## Verlauf
Ca. 10 km östlich von Len Beadell's Tree zweigt der Heather Highway vom Gunbarrel Highway nach Süden ab. Nach 37 km mündet eine nach Nordwesten zur Aboriginessiedlung Tjarrkarli führende Straße ein, während der Heather Highway nach Südosten abbiegt. Nach weiteren 48 km trifft er 37 km südwestlich von Warburton auf die Great Central Road und endet.

## Straßenzustand
Der Heather Highway ist auf seiner gesamten Länge unbefestigt.